# Ilyocryptus tuberculatus
Ilyocryptus tuberculatus är en kräftdjursart som beskrevs av Brehm 1913. Ilyocryptus tuberculatus ingår i släktet Ilyocryptus och familjen Ilyocryptidae. Inga underarter finns listade i Catalogue of Life.